# Cziftlik
Cziftlik – duże gospodarstwo rolne w nowożytnym Egipcie powstałe w tym samym czasie co abadijja. Cziftlik był więc drugim rodzajem dobra ziemskiego pod koniec panowania Muhammada Alego. Stanowiły one prywatną własność rządzącego. Tworzono je na obszarach znacznie zadłużonych wsi. Zarządzane były przez urzędników mianowanych przez władzę centralną. W roku 1846 cziftliki stanowiły trzecią część dóbr ziemskich w państwie.
Fellahowie zazwyczaj byli pozbawiani ziemi na własność w cziftlikach i przekształcani w tanich robotników najemnych. Cały system po reformie rolnej tworzącej abadijje i cziftliki był niesprawny z powodu przymusowej, złej pracy niechętnych chłopów, którzy często okradali domy, szukali okazji do odpoczynku i zbiegali na inne terytoria.